# Coro (mobilio)

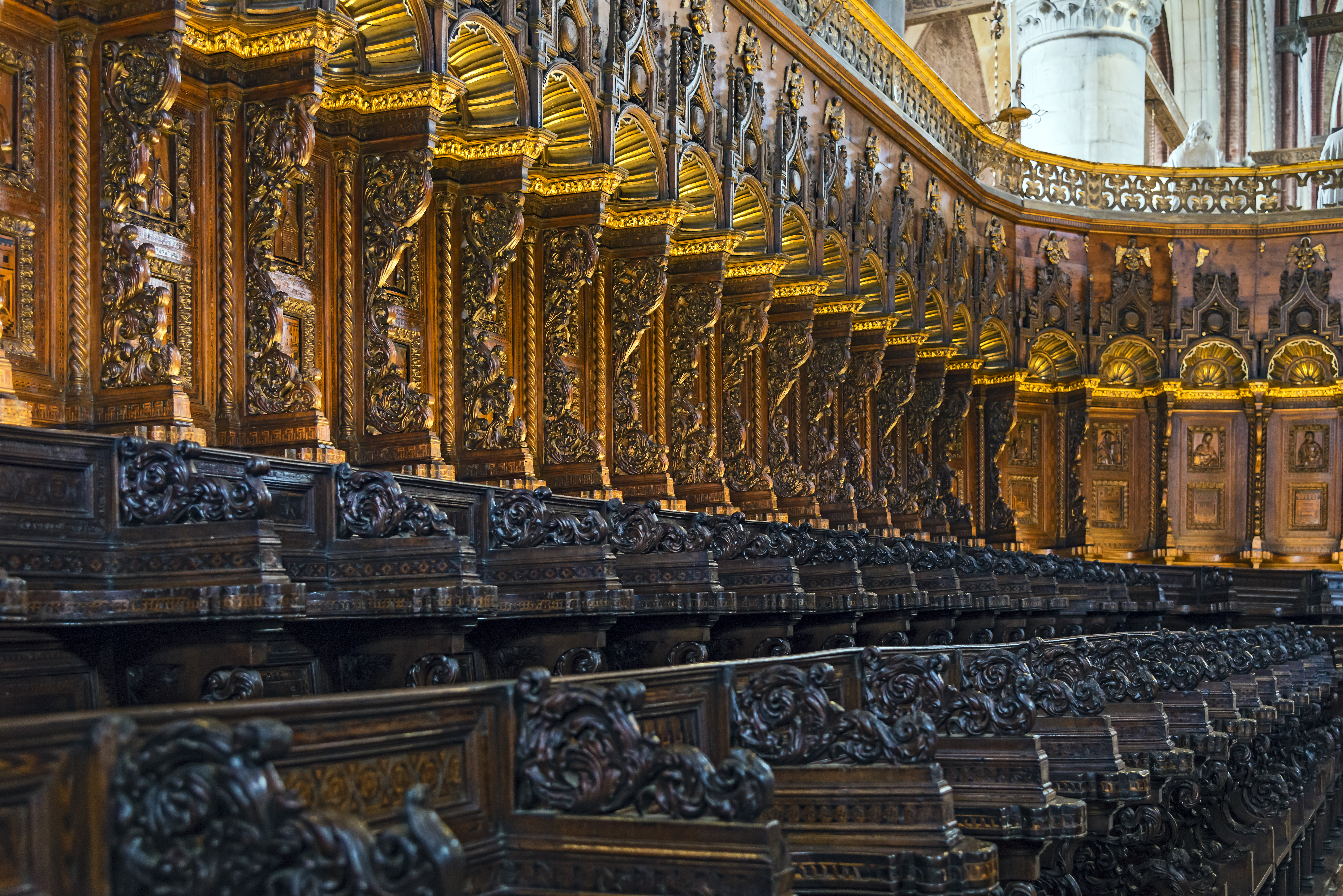
Il coro della Basilica di Santa Maria Gloriosa dei Frari, a Venezia, realizzato da Marco Cozzi.

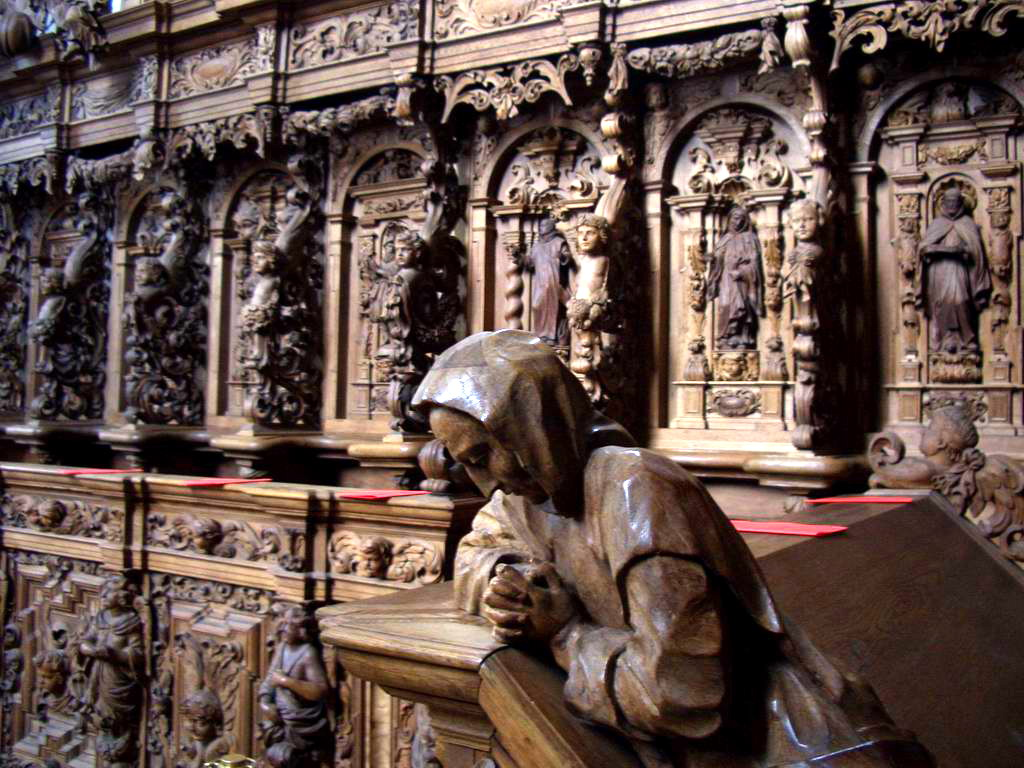
Gli stalli del coro del Priorato di Buxheim, di Ignaz Waibl, del 1687-91

Il coro, nel Cristianesimo, è la parte di una chiesa destinata ai prelati, alti dignitari ecclesiastici e alla Schola Cantorum, ed è incentrato sull'insieme degli stalli, che costituiscono spesso il mobilio più prezioso dell'edificio.
Dal punto di vista architettonico per coro si definisce, invece, la parte strutturale finale della chiesa, a inglobare l'altare maggiore.

## Contesto
Nell'interno di un edificio religioso questa parte è formata da una serie di stalli lignei, in genere finemente lavorati, che possono trovarsi in zone differenti della chiesa: davanti o dietro l'altare maggiore, disposto lungo la curva dell'abside, o anche alla fine della navata centrale, prima del transetto.
A volte gli stalli del coro si addossano a dei recinti di separazione; specialmente nelle chiese dotate di deambulatorio, dove il coro è accolto nel presbiterio, o quando è posizionato alla fine della navata centrale. Questi recinti decoratissimi, atti a dividere l'ala destinata ai fedeli da quella occupata dai prelati e cantori per lo svolgimento della liturgia, possono essere costituiti da muri marmorei, da paramenti lignei o da sfarzose cancellate. Quest'ultima soluzione, ad esempio, ha conferito, nella lingua inglese, la parola di Chancel per definire il presbiterio, in quanto, poiché contenente anche il coro, era spesso cinto da cancelli. Notevoli esempi di Recinti corali sono visibili in alcune Cattedrali gotiche francesi fra cui Notre-Dame di Parigi; Chartres; o Amiens.
I primi esempi di cori provengono dall'ambito del monachesimo, poi si estesero all'uso delle comunità non monastiche, quali i canonici di una collegiata o il clero di una cattedrale.
In questo spazio è ubicato il seggio del capo della comunità, che nel caso di una cattedrale può prendere le forme maestose di un trono episcopale.
In grandi abbazie, o in caso di particolari necessità (clima freddissimo, stragrande numero di monaci, diverse comunità che si dividono una chiesa, etc) è possibile l'esistenza e l'uso contemporaneo di più cori.
Viene invece definito coretto lo spazio della chiesa separato da una grata, destinato a chi desiderava assistere alle funzioni religiose senza essere visto.

## Storia

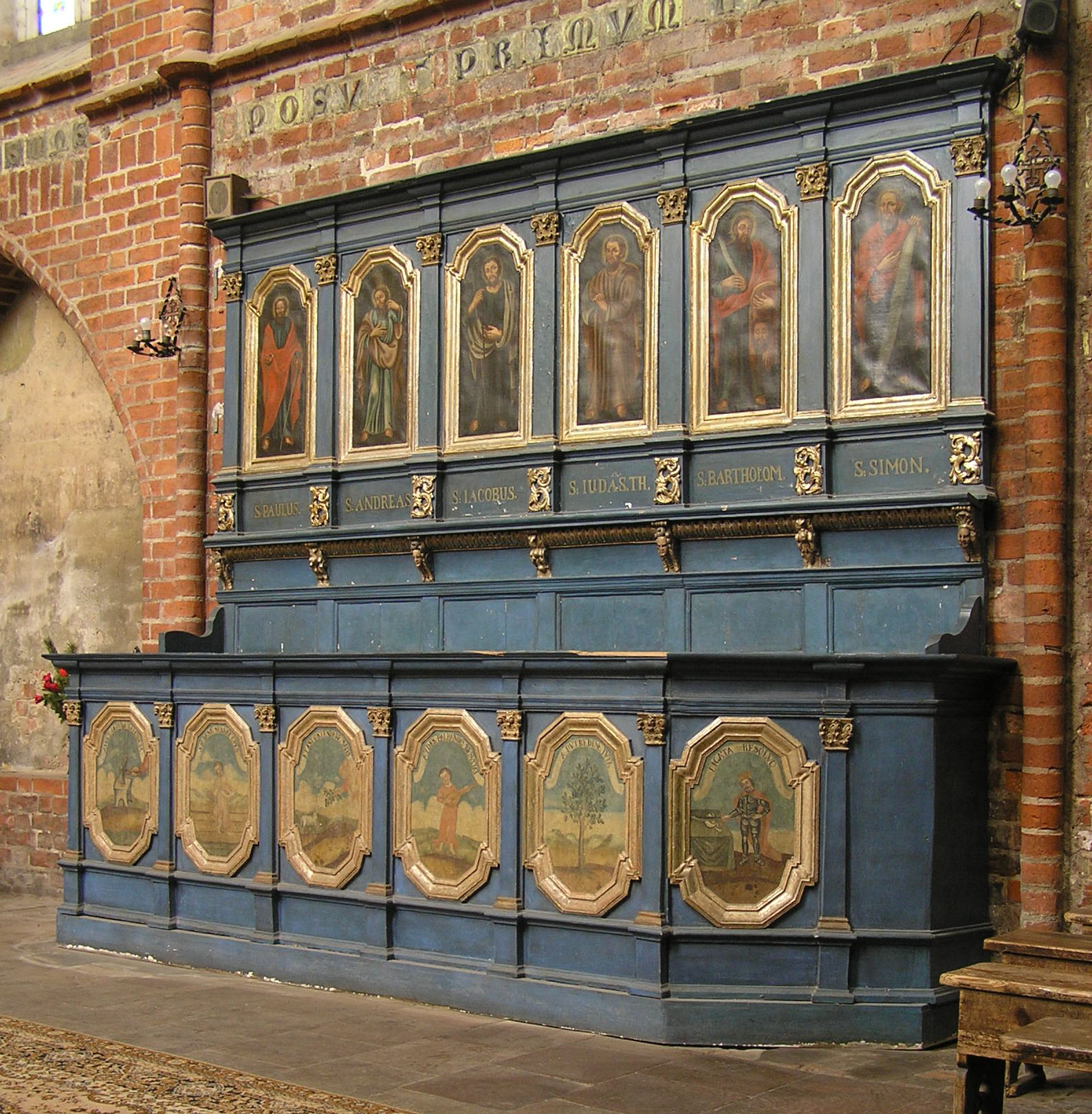
Il Coro decorato della chiesa di S. Giacomo a Toruń, Polonia (XIV secolo).

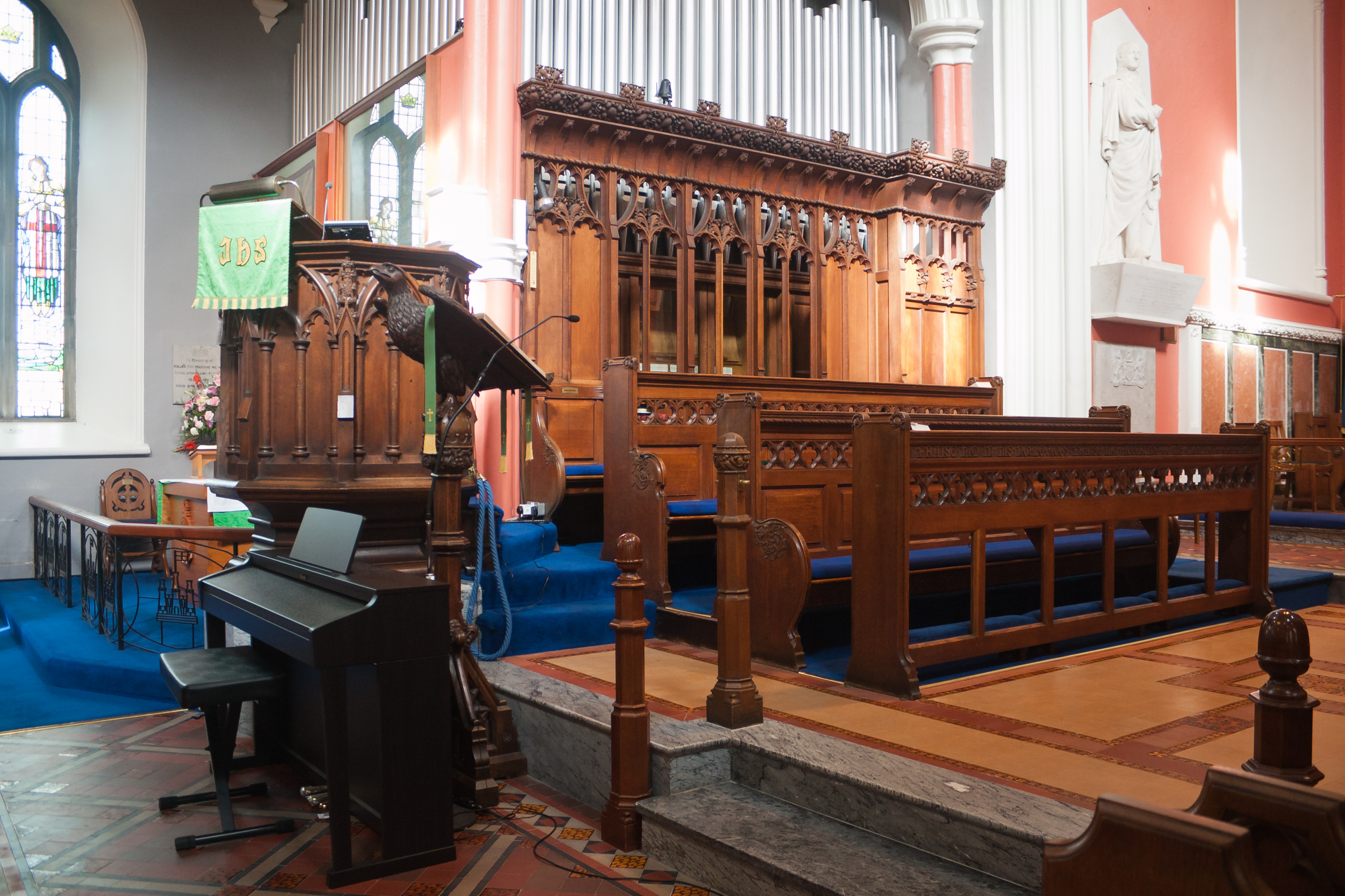
Un coro moderno, in Irlanda.

Alle origini del Cristianesimo, concluse le persecuzioni dei cristiani grazie all'Editto di Milano redatto nel 313 dall'imperatore Costantino il Grande che concesse la libertà al culto cristiano, furono erette le prime basiliche paleocristiane. Allora il presbiterio era situato direttamente alla fine della navata centrale. Con lo sviluppo della liturgia e l'ascesa del monachesimo si evolse anche la caratteristica architettonica nota come "coro". Il termine apparve per la prima volta a opera di scrittori della Chiesa occidentale come Isidoro di Siviglia e Onorio Augustodunense, che collegarono il termine alla "corona", ossia il circolo formato dal clero e dai cantori che si riuniva intorno all'altare. Fu in questo periodo che sorse la necessità di creare i cosiddetti stalli, o scranni del coro, ossia quei seggi o sedili destinati, durante le funzioni e preghiere, al "coro" di prelati, alti dignitari ecclesiastici e alla Schola Cantorum.
Quindi il coro venne presto allegato al presbiterio. Quest'ultimo, che dapprima era una semplice piattaforma sopraelevata al centro della navata basilicale, venne circondato dagli stalli, come si può ancora vedere nella Basilica di Santa Maria Maggiore a Roma.
In seguito, con lo sviluppo dell'architettura ecclesiastica, evolutasi e affermatasi soprattutto durante le epoche romaniche e gotiche, la chiesa propendette ad assumere una pianta a croce, e il presbiterio trovò il suo punto tradizionale nella parte finale della chiesa, oltre il transetto. 
Il coro veniva posizionato in due differenti punti all'interno della chiesa.

Soprattutto in Italia, e nell'Europa meridionale, il coro si trovò spesso all'estremità finale della chiesa, intorno o dietro all'altare, e sovente addossato a semicerchio alle pareti dell'abside.
 
Nell'Europa del nord, e specialmente nell'architettura gotica, il coro era posizionato davanti all'altar maggiore e il presbiterio venne cinto da deambulatorio a una o più navate e con cappelle radiali, separato da chiusure a pannelli riccamente decorati o sfarzose cancellate.
Un altro esempio di posizionamento del coro, meno diffuso, è alla fine della navata centrale, prima del transetto. Questo tipo di impostazione venne soprattutto adottato dal gotico inglese; importanti esempi ne sono l'Abbazia di Westminster a Londra e le cattedrali di Lincoln e Salisbury. La Basilica di Santa Maria Gloriosa dei Frari a Venezia è un importante esempio di questa caratteristica, raro in Italia.
I dettagli architettonici del coro si sono sviluppati in relazione alla sua funzione come luogo in cui viene recitato e cantato l'ufficio divino da parte della confraternita monastica o dal capitolo di canonici.

Il pulpito e il leggio infatti possono anche apparire in questa zona della chiesa, come anche un secondo leggio al centro dell'ambiente atto a reggere le partiture musicali, e a volte addirittura l'organo, montato sullo Jubé.